# 증평 남하리 석조보살입상
증평 남하리 석조보살입상(曾坪 南下里 石造菩薩立像)은 충청북도 증평군 증평읍 남하리 마을 논밭 사이에 북쪽을 향하여 서 있는 고려시대의 불상이다. 2001년 7월 13일 충청북도의 유형문화재 제208호로 지정되었다.

## 개요
증평읍 남하리 마을 논밭 사이에 북쪽을 향하여 서 있는 불상으로, 작은 2구의 불상과 함께 주변에 흩어져 있던 것을 1949년 마을 뒷산에 성주사를 세운 윤월인 스님이 이 불상들을 모아 다시 세웠다가 한국전쟁 후 마을의 수호부처로서 주민들이 보호하고 있다.
발 아래부분이 땅에 묻혀 있는 이 불상은 머리에 높은 보관을 쓰고 왼손을 가슴부분에 들어 연꽃송이를 받치고 있는 보살상이다. 보관을 써서 머리부분이 상당히 큰 편이고, 어깨가 좁으며 몸의 양감은 편평하여 전체적으로 길쭉한 사각형의 형태를 보인다. 미소짓는 얼굴의 표정이 잘 조각되어 온화한 인상을 풍기고 있다. 입고 있는 옷은 가슴부분이 넓게 벌어지게 표현되었고 아래부분에서는 두 다리에 둥근 옷주름이 늘어져 있다.
이 불상은 전체 높이가 350cm의 거대한 크기로 고려시대 중기 이후 지방에서 유행하는 보살상의 특징을 잘 보여준다.

## 참고 자료
- 증평 남하리 석조보살입상 - 국가유산청 국가유산포털